# AB Autogiro Agenturen
AB Autogiro Agenturen var ett svenskt flygföretag. Det grundades 1935 av bröderna Theodor och Henrik Dieden på Karlslunds herrgård utanför Örebro för att bedriva kommersiell flygtrafik med autogiror.
Theodor och Henrik Dieden hade 1931 sett den spanske flygkonstruktören Juan de la Cierva förevisa en av honom konstruerad autogiro i Stockholm. Bröderna Dieden köpte 1934 från Storbritannien den första autogiron i Sverige, SE-ADU, en Cierva C.19 som hade tillverkats av A.V. Roe & Co. (Avro) i Manchester. Den leveransflögs i mars 1935 via Bulltofta flygfält i Malmö av Rolf von Bahr. Denne hade 1933 tagit certifikat som trafikflygare i Storbritannien och anställdes som AB Autoflyg Agenturens pilot. Företaget köpte också samma år in en andra autogiro, SE-AEA, en Cierva C.30.
AB Autogiro Agenturen hade sin bas på det privata flygfält på Karlslunds herrgård, som anlagts 1919.
Bröderna Dieden lade ned sin flygrörelse redan 1935, varefter den övertogs av Rolf von Bahr. Den drevs till att börja med under namnet AB Autogiro av von Bahr, och från 1945 under namnet AB Helikopterflyg, med bas på Bromma flygplats i Stockholm. Namnbytet markerade en övergång till flygning med helikoptrar inom företaget efter andra världskriget. Dock inköptes omkring 1946 tre tidigare Royal Air Force-helikoptrar  från Storbritannien.
Under AB Autogiros historia användes sammanlagt sju Cierva autogiror varav 1 användes som reservdelsmaskin. Två av dem (SE-ADU och SE-AKW) totalhavererade under Rolf von Bahrs minspaning över Öresund för svenska marinen under åren 1939-1945. Tre av flygplanen är bevarade på museer: SE-AEA på Tekniska museet i Stockholm, SE-AFI på Aviodrome i Hilversum i Nederländerna och SE-AZB på Royal Air Force Museum London i Storbritannien. En (SE-AZA) skrotad på 50-talet.

## Bildgalleri

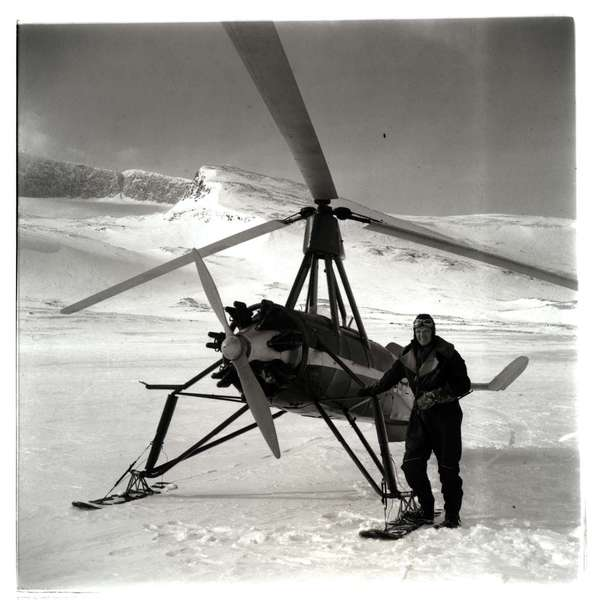
Rolf von Bahr med autogiron SE-AEA i Jämtlandsfjällen, 1939. Foto: K.W. Gullers
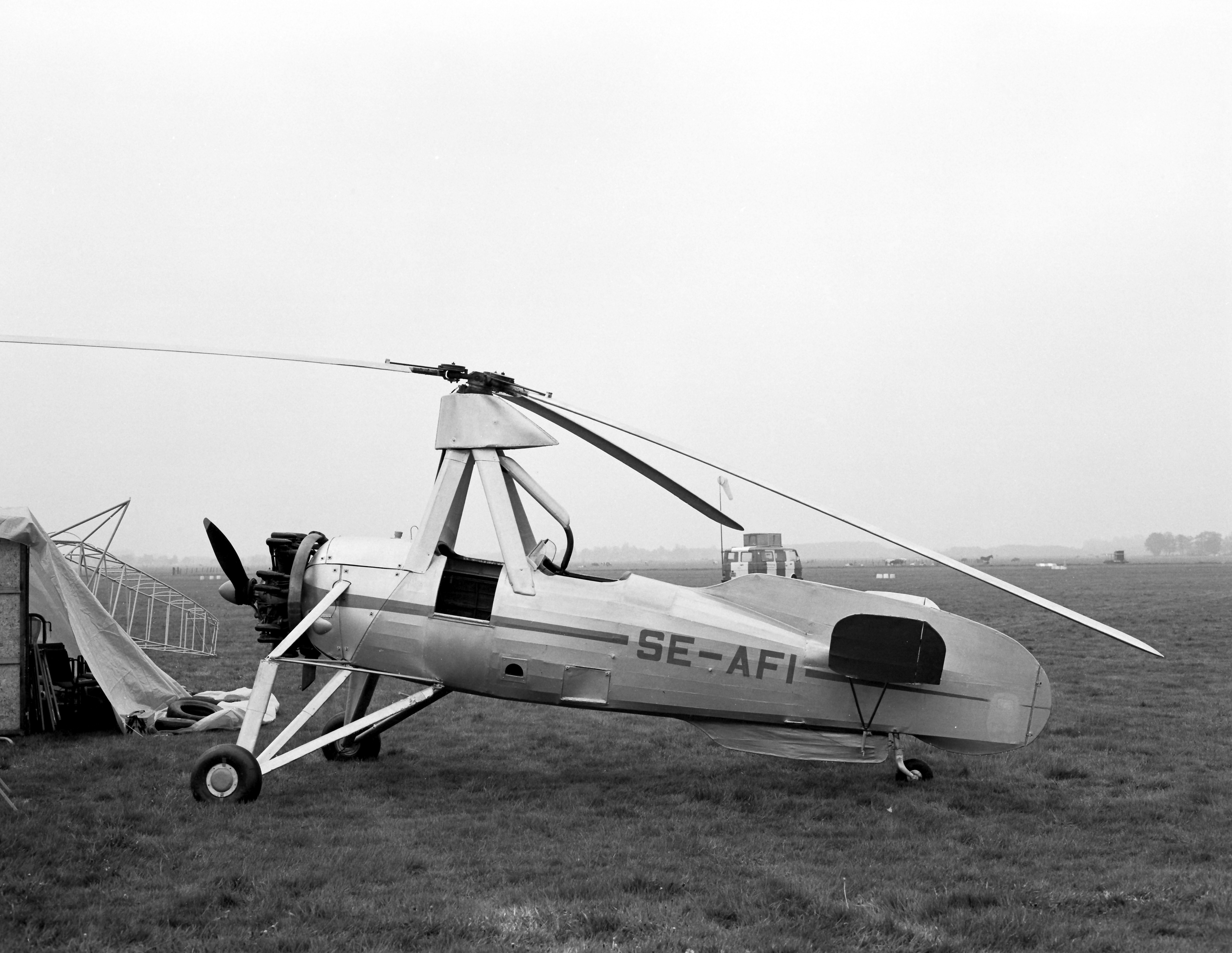
SE-AFI från Aviodrome, fotograferad i Hilversum i Nederländerna 1984
SE-AEA vid Isbrytaren Göta Lejon i början av 1940-talet
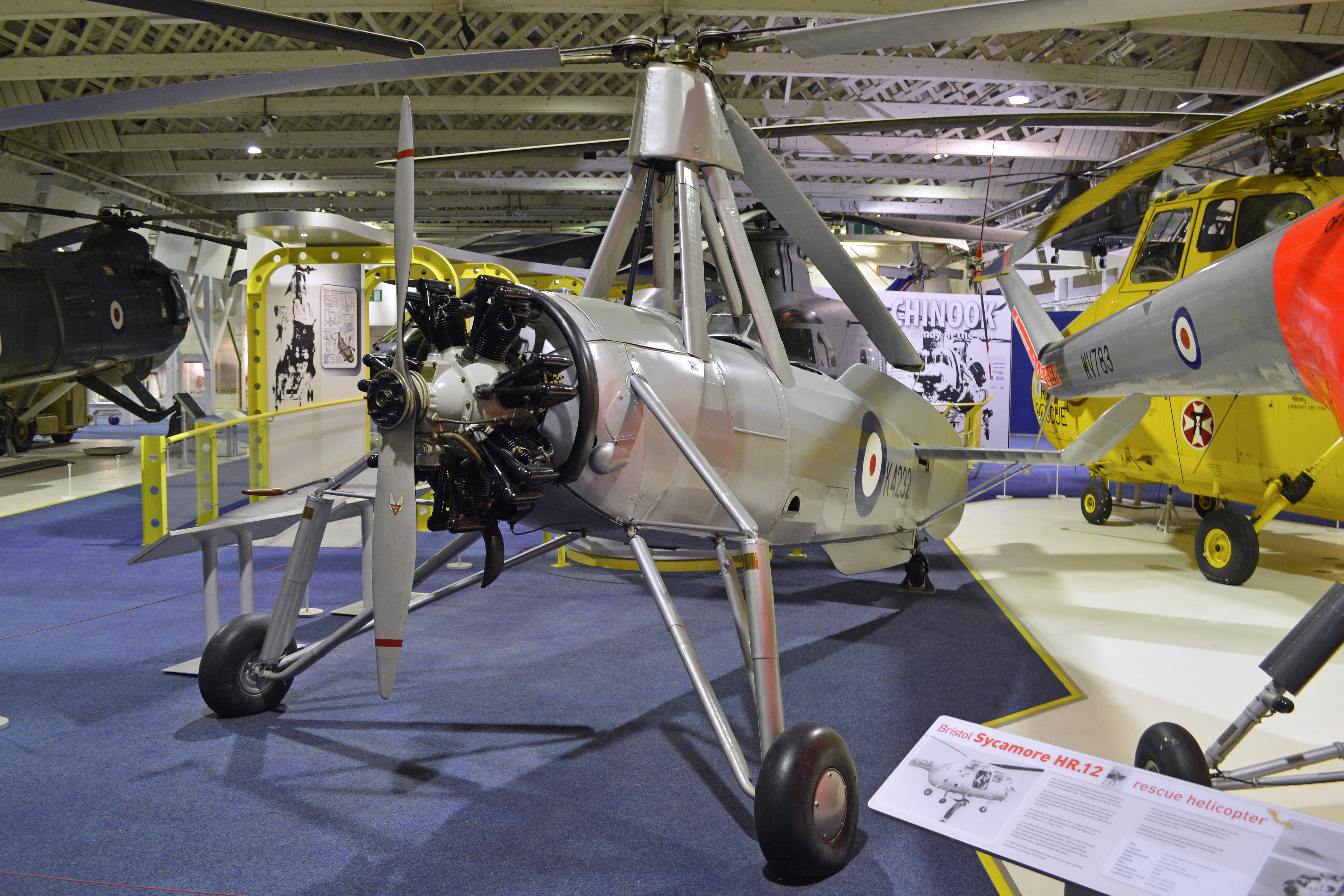
Tidigare SE-AZB på Royal Air Force Museum London